# Filizten Hanım
Filizten Hanım, död 1945, var den nionde hustrun till den osmanska sultanen Murad V (regent 1876).

## Biografi
Filizten Hanım var med all trolighet av cirkassiskt ursprung. Hon var slav hos en före detta haremsslavinna, och gavs som gåva till Murad V vid hans tronbestigning 1876 när hon var fjorton år gammal, vilket var normalt vid det osmanska hovet, som länge hämtat kvinnor via slavhandeln på Svarta havet. Hon blev hans konkubin vid tiden för hans tronbestigning 1876. Han avsattes efter tre månaders regeringstid, och hon gjorde honom sällskap under hans husarrest. De gifte sig 1879.
Filizten Hanım blev änka 1904. När monarkin avskaffades och medlemmarna av den före detta dynastin förvisades 1924, tilläts hon i egenskap av ingift stanna i Turkiet. Hon är berömd för sina memoarer, som hon skrev under 1930-talet, och som ses som ett viktigt tidsdokument av insidan av det osmanska hovet under dess sista årtionden.

## Memoarer
Filizten Hanım är tillsammans med Ayşe Sultan och Safiye Ünüvar en av de tre kvinnor som efterlämnat memoarer som beskrivit det kejserliga osmanska haremet inifrån, och som blivit föremål för boken The Concubine, the Princess, and the Teacher: Voices from the Ottoman Harem av Brookes, Douglas Scott (2010).